# Manolo (piłkarz)
Manolo, właśc. Manuel Sánchez Delgado (ur. 17 stycznia 1965 w Cáceres), piłkarz hiszpański grający na pozycji napastnika.

## Kariera klubowa
Karierę piłkarską Manolo rozpoczął w rodzinnym Cáceres w małym zespole o nazwie Polideportivo Cácereno. W 1983 został graczem CE Sabadell FC, grającego w Segunda División B i tam spędził dwa sezony. W 1985 roku przeszedł do Realu Murcia. Na koniec sezonu awansował z nią do Primera División, a w niej zadebiutował 31 sierpnia w przegranym 1:3 domowym spotkaniu z Realem Madryt. 26 października zdobył pierwszego gola w pierwszej lidze, a Murcia pokonała 2:0 Athletic Bilbao. W całym sezonie zdobył 12 goli i był najskuteczniejszym strzelcem zespołu. W kolejnym zdobył 9 bramek i pomógł Murcii w utrzymaniu w lidze.
W 1988 roku Manolo przeszedł do Atlético Madryt. W jego barwach swój pierwszy mecz zaliczył 3 września przeciwko CD Logroñés, przegrany przez zespół z Madrytu 0:1. W swoim pierwszym sezonie stworzył atak z Brazylijczykiem Baltazarem i zajął 4. miejsce w La Liga. W kolejnym powtórzył sukces z poprzedniego sezonu i znów był drugim najlepszym strzelcem Atlético. W 1991 roku został wicemistrzem Hiszpanii, zdobył Puchar Hiszpanii i strzelił 16 goli, najwięcej w drużynie. W sezonie 1992/1993 zaliczył 27 trafień w lidze, m.in. 4 w meczu z Cádizem (5:1) i 3 z Realem Valladolid (5:1), dzięki czemu wywalczył koronę króla strzelców, a zespół „Los Colchoneros” był trzeci w La Liga. Wygrał też drugi raz z rzędu krajowy puchar. W kolejnych trzech sezonach Atlético spisywało się słabiej, a Manolo nie był tak skuteczny jak w poprzednich sezonach i zdobył tylko 12 goli. W Atlético zagrał łącznie w 219 spotkaniach Primera División i strzelił w nich 76 bramek.
W 1995 roku Manolo odszedł do drugoligowej Méridy. Tam występował przez dwa sezony i awansował z nią w 1997 roku do Primera División, ale w tym samym sezonie zakończył piłkarską karierę.
| Sezon   | Klub            | Kraj      | Rozgrywki          | Mecze | Bramki |
| ------- | --------------- | --------- | ------------------ | ----- | ------ |
| 1983/84 | CE Sabadell FC  | Hiszpania | Segunda División B | ?     | ?      |
| 1984/85 | CE Sabadell FC  | Hiszpania | Segunda División B | ?     | ?      |
| 1985/86 | Real Murcia     | Hiszpania | Segunda División   | ?     | ?      |
| 1986/87 | Real Murcia     | Hiszpania | Primera División   | 36    | 12     |
| 1987/88 | Real Murcia     | Hiszpania | Primera División   | 37    | 9      |
| 1988/89 | Atlético Madryt | Hiszpania | Primera División   | 35    | 9      |
| 1989/90 | Atlético Madryt | Hiszpania | Primera División   | 34    | 12     |
| 1990/91 | Atlético Madryt | Hiszpania | Primera División   | 37    | 16     |
| 1991/92 | Atlético Madryt | Hiszpania | Primera División   | 36    | 27     |
| 1992/93 | Atlético Madryt | Hiszpania | Primera División   | 27    | 5      |
| 1993/94 | Atlético Madryt | Hiszpania | Primera División   | 25    | 4      |
| 1994/95 | Atlético Madryt | Hiszpania | Primera División   | 25    | 3      |
| 1995/96 | Mérida UD       | Hiszpania | Segunda División   | ?     | ?      |
| 1996/97 | Mérida UD       | Hiszpania | Segunda División   | ?     | ?      |

## Kariera reprezentacyjna
W reprezentacji Hiszpanii Manolo zadebiutował 16 listopada 1988 roku w wygranym 2:0 spotkaniu z Irlandią. W 1990 roku został powołany przez Luisa Suáreza do kadry na Mistrzostwa Świata we Włoszech, jednak tam zagrał tylko w jednym spotkaniu, zremisowanym 0:0 z Urugwajem. Ostatni mecz w reprezentacji rozegrał w 1992 roku w meczu z Irlandią Północną (0:0). W drużynie narodowej wystąpił 28 razy i zdobył 9 goli.